# Associazione Vogherese Calcio 1933-1934
Questa voce raccoglie le informazioni riguardanti l'Associazione Vogherese Calcio nelle competizioni ufficiali della stagione 1933-1934.

## Organigramma societario
Area direttiva
- Commissione direttiva: Felice Bottazzi, Gerolamo Bonini, Luigi Bellinzona, Emilio Crivelli, Ettore Coscia, Virgilio Capriata, Edoardo Crovella.
- Commissione esecutiva: Gravellone, Pasotti, Luigi Maggi.
- Sindaci: Edoardo Crovella e Ferrari.

Area organizzativa
- Segretario: Aldo Riva
- Cassiere: Felice Bottazzi

Commissione tecnica
- Componenti: Luigi Bellinzona, Ettore Coscia e Morini.

## Rosa
| N. |                   | Ruolo | Calciatore            |
| -- | ----------------- | ----- | --------------------- |
|    | Italia (bandiera) | A     | Pietro Alessio        |
|    | Italia (bandiera) | A     | Guglielmo Arneri      |
|    | Italia (bandiera) | C     | Angelo Barbieri       |
|    | Italia (bandiera) | C     | Enzo Bozzi            |
|    | Italia (bandiera) | C     | Fausto Cesarani       |
|    | Italia (bandiera) | A     | Felice Chiesa         |
|    | Italia (bandiera) | C     | Renato Chiolini       |
|    | Italia (bandiera) | A     | Mario Corona          |
|    | Italia (bandiera) | A     | Aldo Della Bianca     |
|    | Italia (bandiera) | A     | Guido Doria           |
|    | Italia (bandiera) | D     | Annibale Facchetti    |
|    | Italia (bandiera) | D     | Silvano Franceschetti |
|    | Italia (bandiera) | A     | Carlo Gianelli        |
|    | Italia (bandiera) | D     | Giovanni Goretta      |
|    | Italia (bandiera) | A     | Secondo Grandi        |

| N. |                   | Ruolo | Calciatore        |
| -- | ----------------- | ----- | ----------------- |
|    | Italia (bandiera) | A     | Giovanni Maggio   |
|    | Italia (bandiera) | C     | Cesare Mandosso   |
|    | Italia (bandiera) | A     | Alessandro Maseri |
|    | Italia (bandiera) | C     | Giordano Panzeri  |
|    | Italia (bandiera) | C     | Secondo Pasquali  |
|    | Italia (bandiera) | C     | Alfredo Preti     |
|    | Italia (bandiera) | A     | Gino Santi        |
|    | Italia (bandiera) | A     | Ettore Saragoni   |
|    | Italia (bandiera) | A     | Sigoni            |
|    | Italia (bandiera) | A     | Anacleto Smeraldi |
|    | Italia (bandiera) | D     | Mario Sozzani     |
|    | Italia (bandiera) | P     | Giuseppe Stella   |
|    | Italia (bandiera) | A     | Alessandro Sturla |
|    | Italia (bandiera) | P     | Tanzi             |

## Arrivi e partenze
| Acquisti | Acquisti          | Acquisti    | Acquisti   |
| R.       | Nome              | da          | Modalità   |
| -------- | ----------------- | ----------- | ---------- |
| C        | Fausto Cesarani   | Casteggio   | definitivo |
| A        | Felice Chiesa     | ???         | definitivo |
| A        | Mario Corona      | ???         | definitivo |
| A        | Aldo Della Bianca | ???         | definitivo |
| A        | Carlo Gianelli    | Casteggio   | definitivo |
| C        | Giordano Panzeri  | Pro Lissone | definitivo |
| C        | Secondo Pasquali  | ???         | definitivo |
| A        | Ettore Saragoni   | Casteggio   | definitivo |
| P        | Giuseppe Stella   | Derthona    | definitivo |
| P        | Tanzi             | ???         | definitivo |

| Cessioni | Cessioni         | Cessioni      | Cessioni   |
| R.       | Nome             | a             | Modalità   |
| -------- | ---------------- | ------------- | ---------- |
| .        | Silvio Bertolini | ???           | definitivo |
| D        | Biagio Cerutti   | ???           | definitivo |
| A        | Alfio Ferretti   | Siena         | definitivo |
| .        | Giovanni Fusi    | Casteggio     | definitivo |
| D        | Emilio Ghioldi   | ???           | definitivo |
| P        | Mario Giani      | Siena         | definitivo |
| D        | Giovanni Goretta | ???           | definitivo |
| .        | Silvio Malaspina | Gaviratese    | definitivo |
| .        | Giovanni Pagano  | ???           | definitivo |
| .        | Pierino Poggi    | ???           | definitivo |
| C        | Oreste Rotta     | Derthona      | definitivo |
| .        | Mario Sacchi     | ???           | definitivo |
| A        | Ettore Sartirana | Juventus Domo | definitivo |
| C        | Giacomo Valenti  | ???           | definitivo |
| .        | Enea Valle       | ???           | definitivo |